# Pico La Mesa
El Pico La Mesa, conocida como Cerro La Mesa, (10°22′29″N 67°38′09″O / 10.3747222, -67.6358333) es una formación de montaña ubicada al Norte de El Limón y al este de la Carretera Maracay-Choroní, Venezuela. A una altitud de 2240 m s. n. m. La Mesa es la montaña más elevada del Municipio Iragorry y una de las más altas del Parque nacional Henri Pittier y del Estado Aragua. Es una de las montañas de Aragua con un prominencia topográfica mayor de 100 metros. Se sube al Pico La Mesa desde Guamita por un camino de pendiente no muy fácil que llega hasta la cumbre.

## Ubicación
El Pico La Mesa se ubica en el corazón del parque nacional Henri Pittier y es parte del límite noroeste del Municipio Iragorry. Colinda hacia el sur con hasta la comunidad de La Circunvalación y los cerros que conducen al hotel de Golf Maracay. Hacia el norte se continúa con el Cerro Peñón Blanco del parque Henri Pittier hasta terminar en el Mar Caribe por una pequeña bahía entre Uraco y Puerto Colombia.
Hacia el Oeste colinda con una continua fila de lomas vecinas: Fila Alta, Pico Guacamaya, Rancho Grande y su Estación Biológica Rancho Grande, Pico Periquito y la Fila El Aguacate. Por el Este colinda con la fila Palmarito, Pico Cambural, Topo El Guayabo y trincherón con su antigua ruta del cacao hacia Chuao, el macizo Pico La Negra, Topo El Cenizo y la Mesa de Brasén al que se llega por el Picacho de Turmero. 

## Topografía
Las características topográficas del Pico La Mesa son clásicas de las filas y montañas del Parque Henri Pittier con una elevación larga y estrecha y los lados empinados cuyas paredes rocosas dominan el paisaje Norte de El Limón. La vegetación se caracteriza por la mezcla de bosques caducos montañosos y selva lluviosa, selva nublada de transición y bosque de galería que acaban en el ecotono tropófilo, cardonal, y bosques semidesiduos que sustituyen los antiguos bosques secos destruidos por el hombre, principalmente por la quema de los cerros. 
La vertiente norte del Cerro Chimborazo continúa con el Henri Pittier y acaba en un relieve fuertemente inclinado hacia la costa del Mar Caribe, disectado por una serie de ríos y quebradas que fluyen mayormente en dirección sur a norte y que desembocan en llanuras aluviales más o menos extensas, que a su vez forman bahías de una belleza característica del Henri Pittier en su contacto con el mar Caribe.

## Susceptibilidad
El Pico La Mesa, está en muy cercana proximidad al contacto humano por su gran adyacencia a El Limón y a la vía hacia Choroní desde la ciudad de Maracay. Ello hace que se clasifique a unas 11 mil hectáreas de esta región como susceptibilidad moderada y otras 200 hectáreas hacia el sur como susceptibilidad extrema, donde la frecuencia de incendio es de una vez por año. Estas son áreas de máxima prioridad que requieren la mayor vigilancia y prevención, ya que el no control ocasionaría la intervención de las zonas vitales de la hidrología, fauna y bosque del parque nacional Henri Pittier.

## Fauna
Por su ubicación al extremo Oeste de un monumental corte transversal en la cadena montañosa del Henri Pittier conocido como Paso de Portachuelo, las lomas y cerros de La Mesa son considerados como una de las regiones de Venezuela más relevantes para la observación de aves en Venezuela, registrándose en sus linderos cerca del 40% de las especies reportadas para Venezuela. Son frecuentes el búho pálido y tiránidos como el titirijí gorjinegro.
Un importante número de especies migratorias de Norteamérica y especies del hemisferio austral atraviesan este abra montañoso durante el solsticio de invierno y se dispersan por las montañas del sur del Henri Pittier, siendo fácilmente visibles por las lomas del Pico La Mesa en su viaje al interior del país y al sur del continente. Es también frecuente presenciar desplazamientos diarios y estacionales por las vertientes que rodean La Mesa y el Cerro Chimborazo de especies de aves residentes del Henri Pittier y sus colinas.